# 3世纪
| 千纪： | 前1千纪 \| 1千纪 \| 2千纪                                                                                  |
| 世纪： | 前1世纪 \| 1世纪 \| 2世纪 \| 3世纪 \| 4世纪 \| 5世纪 \| 6世纪                                              |
| 年代： | 200年代 \| 210年代 \| 220年代 \| 230年代 \| 240年代 \| 250年代 \| 260年代 \| 270年代 \| 280年代 \| 290年代 |

201年1月1日至300年12月31日的这一段期间被称为3世纪。

## 重要事件、发展与成就
- 科学技术

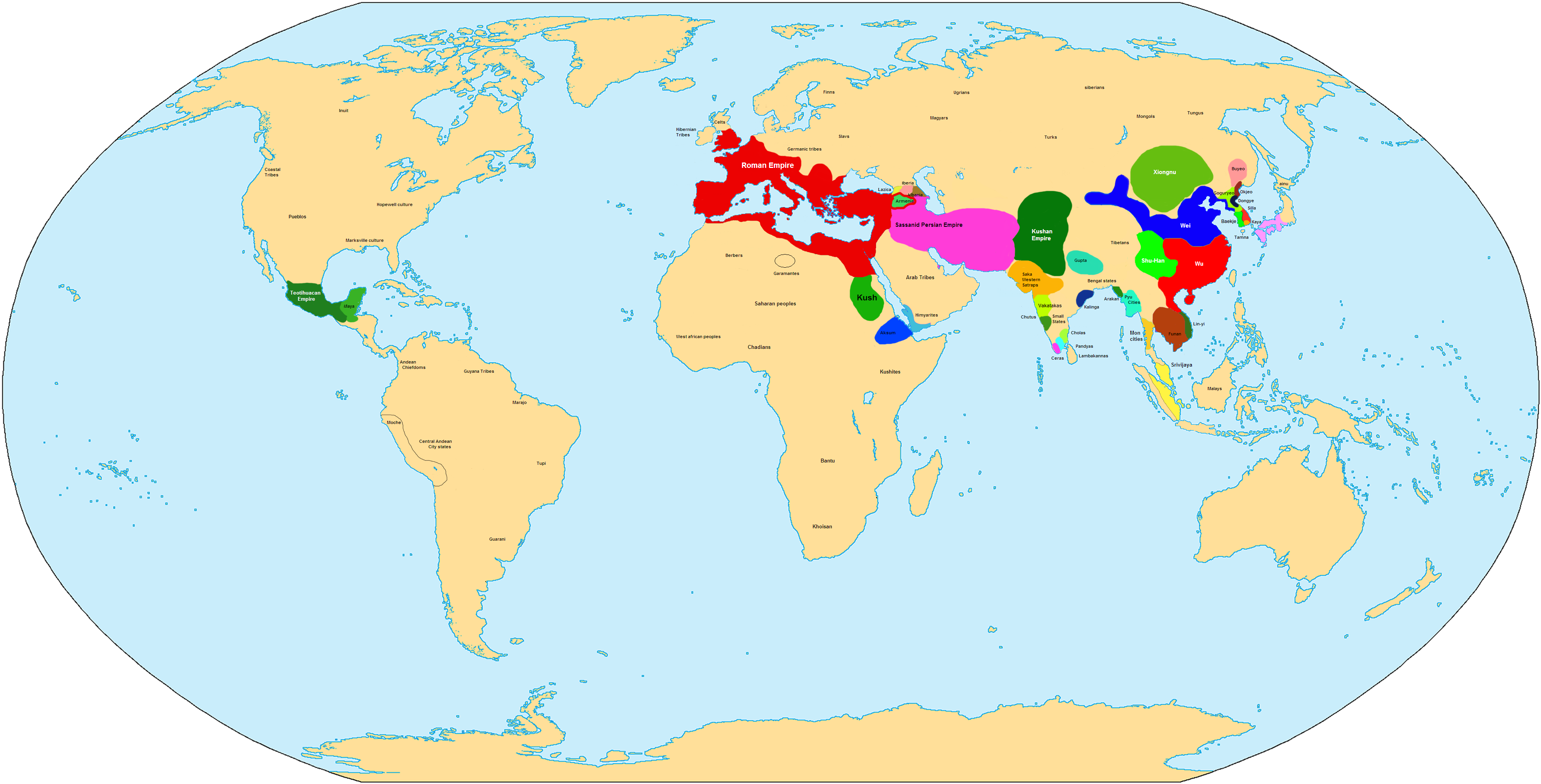
250年的世界

  - 中國王蕃計算出圓周率π=3.15，劉徽使用割圓術計算圓周率為3.14。

- 战争与政治
  - 中國
    - 204年，曹操攻克袁尚佔領的鄴城。
    - 205年，袁譚反曹操，失敗。
    - 207年：
      - 曹操接受謀士郭嘉的意見，發輕兵北征，以除袁家之後。9月，公孫康斬袁尚、袁熙，將首級送予曹操。
      - 8月，曹操派張遼大敗、斬殺烏桓領袖蹋頓。
      - 劉備三顧茅廬，請得諸葛亮。

    - 208年：
      - 曹操至北方還鄴城，遺使送黃金璧玉給匈奴，贖回蔡琰。
      - 孫權率軍西征黃祖，成功斬殺黃祖。
      - 曹操南下進攻荊州劉表。8月劉表病逝，其么子劉琮繼位向曹操投降。
      - 10月，劉備棄城南逃至夏口，與孫權結盟。
      - 11月甲子日（12月7日），周瑜率孫軍火燒曹操船隊，與劉備軍大敗曹操，史稱赤壁之戰。
      - 12月，周瑜乘勢進攻南郡，而孫權則親自圍攻合肥；劉備則進攻荊南四郡。

    - 209年：
      - 孫權久攻不下合肥，因中魏別駕蔣濟之計而退兵，被稱為第一次合肥之戰。
      - 12月，周瑜攻克江陵，曹仁敗走。
      - 周瑜分荊州南部給劉軍，孫權將其妹嫁予劉備，結成政治婚姻。

    - 211年：
      - 關西馬超、韓遂等關西聯軍，攻向潼關，爆發潼關之戰，曹軍大勝。
      - 12月，劉璋麾下張松、法正提案請劉備入蜀作防，劉備答應，北至葭萌。

    - 212年：
      - 馬超等在藍田起兵，被夏侯淵擊敗。
      - 9月，孫權徙治秣陵並建起石頭城，改名為建業。

    - 213年，曹操與孫權在濡須口作戰。5月——曹操被封為魏公。5月——劉備入蜀。
    - 214年：
      - 春天，馬超向張魯借兵進攻祁山，被夏侯淵大敗。夏侯淵亦乘勢攻打韓遂。
      - 劉備率軍至成都，成為益州之主。

    - 215年：
      - 孫權與劉備為荊州擁有權爆發衝突，最後劉備提出和議，平分荊州。
      - 孫權圍攻合肥，守將張遼、李典、樂進奮戰，孫權撤退。此為第二次合肥之戰。
      - 11月，張魯向曹操投降，曹操佔領漢中。

    - 217年：
      - 2月，曹操由居巢進攻濡須的孫權。至3月回師，孫權派使到曹操處修好關係。
      - 法正游說劉備進攻漢中，劉備答應，張飛、吳蘭等先行，曹將曹洪抵擋。漢中之戰爆發。
      - 曹將金禕聯耿紀、吉本、韋晃等謀反，想佔據許都，外連關羽。

    - 218年：
      - 曹將曹洪大破劉營的吳蘭軍，張飛、馬超敗走，曹軍斬殺吳蘭等。
      - 4月，烏桓人造反，曹操派曹彰平亂。
      - 鮮卑人軻比能見曹彰勢強，投降，北方平定。

    - 219年：
      - 5月，劉備攻佔漢中。至7月自立漢中王。
      - 關羽進攻樊城曹仁。8月，乘暴雨、水漲，大敗魏援軍于禁、龐德。
      - 10月，呂蒙率東吳軍攻佔荊州。12月，擒殺關羽。
      - 12月，孫權向魏稱臣，被表驃騎將軍。

    - 220年12月10日——東漢獻帝劉協被逼禪位，曹丕稱帝，改國號為魏，中國歷史進入三國時期。
    - 221年，劉備在四川成都稱帝，建立了蜀漢。
    - 三國時代 
      - 222年，孫權自稱吳王，至此成天下三分之局。
      - 223年： 
        - 蜀漢皇帝劉備駕崩，太子劉禪登基，封丞相諸葛亮為武鄉侯。 五虎上將亦解散，黃忠之子[黃作]亦歸隱。
        - 蜀漢南部雍闓造反，派孟獲引誘各郡加入，朱褒、越巂響應。
        - 11月，蜀漢派鄧芝為使與東吳重修關係。

      - 225年，蜀漢丞相諸葛亮南征，爆發南中之戰，平定南方。8月，曹丕率軍南攻東吳，遇上河水結冰，被孫軍打敗。
      - 226年，東吳乘魏文帝駕崩，進攻江夏，為太守文聘所敗。
      - 227年，魏將孟達叛魏投蜀，魏大將司馬懿用數日時間包圍新城。次年1月，司馬懿進攻新城，斬殺孟達。
      - 228年春天，蜀漢諸葛亮進行第一次北伐；12月，諸葛亮實行第二次北伐。
      - 229年：
        - 春天，蜀漢諸葛亮進行第三次北伐。
        - 4月，吳王孫權自立為皇；9月，孫權遷都建業。
        - 蜀漢派陳震賀孫權，建立「中分天下」的盟約。

      - 230年6月，魏將曹真上表伐蜀。因遇上暴雨、糧盡撤退。12月，孫權北伐合肥新城，被滿寵打敗。稱為第三次合肥之戰。
      - 231年春天，蜀漢大臣諸葛亮進行第四次北伐。
      - 234年，蜀漢諸葛亮進行第五次北伐，東吳響應，又被滿寵大敗，遂撤退。稱為第四次合肥之戰。諸葛亮病逝軍中，撤退問題觸發楊儀、魏延爭權，最後魏延被殺。
      - 239年，日本邪馬台國女王卑彌呼派遣難升米出使魏國，獲賜親魏倭王之金印。
      - 246年：
        - 孫吳攻曹魏柤中之戰。
        - 毌丘儉攻高句麗。
        - 姜維平汶山夷。

      - 253年3月，東吳太傅諸葛恪圍攻合肥無功而還。稱為第五次合肥之戰。
      - 258年，東吳孫綝發動政變，罷黜孫亮為會稽王，迎立孫休為帝。
      - 263年12月，曹魏滅蜀漢。
      - 265年，司馬炎逼曹魏元帝曹奐退位，西晉王朝建立。
      - 270年，河西鮮卑王禿髮樹機能起兵反晉，六月在萬斛堆殺秦州刺史胡烈。
      - 272年，西陵之戰，孫吳大將陸抗擊敗西晉羊祜的進攻。

    - 280年，西晉滅東吳，三國時代結束。
    - 291年，八王之亂開始。
    - 296年，八王之亂：趙王司馬倫入京並縱使賈后殺太子。楊茂搜建立仇池國。

  - 歐洲：
  - 三世纪危机，动摇罗马帝国
    - 208年，羅馬皇帝塞維魯出兵不列顛，沒有取得多大進展。
    - 211年，塞維魯病重死於約克。
    - 217年，羅馬皇帝卡拉卡拉在出征帕提亞時被近衛軍殺死。
    - 218年，塞維魯的妻妹朱麗婭·米薩煽動叛亂，共治皇帝馬克利努斯和迪亞杜門尼安被殺。
    - 231年，亞歷山大·塞維魯去東方與波斯人作戰，情況稍有好轉，又要趕去西方抵抗日爾曼人。
    - 235年，軍隊叛亂，亞歷山大·塞維魯被殺。
    - 238年，馬克西米努斯·色雷克斯被元老院秘密指示近衛軍殺死。同年元老院推出四個皇帝，全部被殺。隨後即位的戈爾迪安三世不過13歲，是近衛軍的傀儡。
    - 244年，羅馬軍隊選舉阿拉伯的菲利普當皇。
    - 249年，阿拉伯的菲利普被造反的將領德西烏斯殺死。
    - 251年，德西乌斯在與哥特人的戰爭中戰死。
    - 加卢斯在253年又死于士兵之手。繼位的瓦勒良和加裏恩努斯不得不率領兩支大軍，一支在東部對付波斯人，另一支在西部對付日耳曼人，表示罗马帝國分爲東西兩部疆土的开端。
    - 259年，萊茵河地區的將領波斯杜穆斯自立爲帝，建立高盧帝國，包括高盧、不列顛、西班牙大部。
    - 260年，瓦勒良在和波斯人作戰時被沙普爾一世俘擄。
    - 267年，東部的巴爾米拉獨立，將部分東方行省分裂出去。
    - 268年，加裏恩努斯改革軍事，改革後的軍隊其後成功擊潰了東哥特人的進攻。加裏恩努斯改革軍事後不到一年就被部下殺死。
    - 克勞狄二世在270年死於瘟疫，奧勒良即位，將羅馬帝國重新統一。
    - 272年，奧勒良從巴爾米拉手裡收復了小亞細亞和敘利亞，隨後攻進了巴爾米拉城，俘虜了女王奇諾比亞。
    - 273年，奧勒良將巴爾米拉城夷爲平地。同年，擊敗了高盧帝國君主泰特裏庫斯一世，將高盧、不列顛和西班牙重新並入帝國。
    - 275年，奧勒良在出征波斯時被殺，元老院選舉克劳狄·塔西坨爲帝，這是最後一次元老院推舉皇帝。
    - 276年，克劳狄·塔西坨被殺害，軍隊推出普羅布斯爲帝。普羅布斯粉碎了日爾曼人分三路對高盧的入侵，並將汪達爾人驅逐出巴爾幹半島。
    - 282年，普羅布斯被殺後，即位的卡魯斯在北方再次打敗日爾曼人，並進攻波斯，一度佔領了泰西封。
    - 283年卡魯斯暴斃，弟弟卡裏努斯繼位。
    - 284年，近衛軍長官戴克裏先造反，在貝爾格萊德附近擊敗了卡裏努斯，成爲了帝國的統治者。
    - 286年，羅馬皇帝戴克里先封馬克西米安為皇帝，管理帝國西部省分。
    - 286年，羅馬將軍卡劳修斯（Carausius）割據不列顛群島建立不列顛帝國。
    - 286年，四帝共治制开始。

  - 中東
    - 226年，阿爾達希爾一世建立薩珊王朝，首都泰西封。

  - 日本
    - 239年，日本邪馬台國女王卑彌呼派遣難升米出使魏國，獲賜親魏倭王之金印。
    - 211年，日本戰勝新羅，逼其朝貢。
- 天灾人祸
- 文化娱乐
  - 223年，曹植作《洛神賦》。
- 社會與經濟
  - 212年，羅馬皇帝卡拉卡拉為了增加收入擴大稅源，頒佈安东尼努斯剌令，授予帝國境內所有自由民以羅馬公民身份。
  - 227年，曹魏再行五銖錢。
  - 230年3月，曹魏建築合肥新城。春天，孫權派衛溫、諸葛直等起航至夷州、但洲，想徒民到吳土。但因航程過遠，死傷甚多，祇到夷洲徒數千人還。翌年，孫權指其無功而問斬。

- 疾病与医学

羅馬皇帝加卢斯统治（251年－253年）時期爆發了一場持久的瘟疫。
- 环境与自然资源
- 宗教與哲學
  - 阿爾達希爾一世確定瑣羅亞斯德教為國教。
  - 258年，羅馬皇帝瓦勒良宣布基督教為非法宗教，迫害基督徒。
  - 268年，麓山寺建立。